# Obesotoma sachalinensis
Obesotoma sachalinensis é uma espécie de gastrópode do gênero Obesotoma, pertencente a família Mangeliidae.